# 多贡麻乡
多贡麻乡，是中华人民共和国青海省果洛藏族自治州班玛县下辖的一个乡镇级行政单位。

## 行政区划
多贡麻乡下辖以下地区：
多贡麻牧委会、玛当吾牧委会和满掌牧委会。